# Dingosa serrata
Dingosa serrata là một loài nhện trong họ Lycosidae.
Loài này thuộc chi Dingosa. Dingosa serrata được Ludwig Carl Christian Koch miêu tả năm 1877.